# Скептицизм і звіряча віра
Скептицизм і звіряча віра (англ. Scepticism and Animal Faith) — твір американського філософа іспанського походження Джорджа Сантаяни, написаний в 1923 році, задумувався спершу як «виключно вступ до нової системи філософії», роботи, яка пізніше буде названа «Царина буття», що становить основну частину філософії автора, разом з «Життя розуму».

## Зміст
Хоча Сантаяна визнає важливість скептицизму для філософії, і починає з того, що сумнівається майже в усьому; звідси він прагне знайти якісь епістемологічні істини. Ідеалізм правильний, стверджує Сантаяна, але не має ніякого значення. Він робить це прагматичне твердження, говорячи, що люди не живуть за принципами ідеалізму, навіть якщо він є істинним. Ми функціонували протягом століть, не дотримуючись таких принципів, і можемо продовжувати, прагматично, як такі. Він стверджує необхідність однойменної «Звірячої віри», тобто віри в те, що підказують нам наші органи чуття; «Філософія починається in medias res», — запевняє він нас на початку свого трактату. Однак автор сам зазначає, що не пропонує геть новий погляд на філософію та не стверджує про особливу істинність власних міркувань.